# نوونازاروفکا
نوونازاروفکا (به لاتین: Novonazarovka) یک منطقهٔ مسکونی در روسیه است که در استان آمور واقع شده‌است.